# جنگل (ئی‌پی لی سونگ-گی)
جنگل (انگلیسی: Forest; کره‌ای: 숲; لاتین‌نویسی اصلاح‌شده: Sup) نخستین آلبوم چندآهنگهٔ (ئی‌پی) خواننده-بازیگر اهل کره جنوبی، لی سونگ گی است. این آلبوم در ۲۲ نوامبر ۲۰۱۲ توسط هوک انترتینمنت منتشر شد. این آلبوم توسط اپیتون پروجکت (نام واقعی: چا سه-جونگ) تهیه کنندگی شده‌است و به همراه تک‌آهنگ «بازگشت» شامل پنج قطعه است.
این آلبوم در جدول آلبوم‌های گائون به جایگاه شماره سه رسید و تا پایان سال ۲۰۱۲ بیش از ۲۳٬۰۰۰ کپی فروخته شد. «بازگشت» برای سه هفتهٔ متوالی در صدر جدول دیجیتال گائون قرار گرفت و اولین آهنگی بود که شش هفته را در جایگاه شماره یک جدول ۱۰۰ آهنگ داغ کی-پاپ گذراند.

## فهرست قطعات
| شماره      | نام                   | سراینده    | آهنگساز    | مدت   |
| ---------- | --------------------- | ---------- | ---------- | ----- |
| ۱.         | «مقدمه»               | –          | چا سه-جونگ | ۰:۵۵  |
| ۲.         | «بازگشت»              | چا سه-جونگ | چا سه-جونگ | ۴:۲۶  |
| ۳.         | «جنگل»                | چا سه-جونگ | چا سه-جونگ | ۳:۵۴  |
| ۴.         | «واژه‌های عشق»         | لی سونگ گی | چا سه-جونگ | ۳:۴۸  |
| ۵.         | «دعوت نامه‌ای برای من» | چا سه-جونگ | چا سه-جونگ | ۴:۱۴  |
| مجموع مدت: | مجموع مدت:            | مجموع مدت: | مجموع مدت: | ۱۷:۱۲ |

## جدول‌ها

### جدول‌های هفتگی
| جدول (۲۰۱۲)                | بالاترین موقعیت |
| -------------------------- | --------------- |
| آلبوم‌های کره جنوبی (گائون) | ۳               |

### جدول‌های سالانه
| جدول (۲۰۱۲)                | موقعیت |
| -------------------------- | ------ |
| آلبوم‌های کره جنوبی (گائون) | ۷۲     |

## واژه‌نامه
1. ↑  Intro
2. ↑  Return, 되돌리다; Doedollida
3. ↑  Forest, 숲; Sup
4. ↑  Words of Love, 사랑한다는 말; Saranghandaneun Mal
5. ↑  Invitation To Me, 나에게 초대; Naege Chodae